# Vtuberってめんどくせえ!
『Vtuberってめんどくせえ！』（ブイチューバーってめんどくせえ！）は、烏丸英による日本のライトノベル。小説投稿ウェブサイト『カクヨム』にて、2021年1月23日から連載されている。また、リメイク版である書籍版がファミ通文庫（KADOKAWA）より、2022年3月から既刊1巻が刊行されている。書籍版のイラストは、みこフライが担当。
2021年末に開催された、第6回カクヨムWeb小説コンテストにて、キャラクター文芸部門特別賞を受賞した。

## あらすじ

### 第一部 Vtuberってめんどくせえ！
主人公である阿久津零は家族からの嫌がらせを日常的に受けており、大学受験を失敗した双子の弟を案じた両親により勝手に大学の推薦入学を取り消されてしまい、路頭に迷ってしまう。
そのとき叔母の薫子により自身の経営するVtuber事務所に来ないかとスカウトされ、箱内唯一の男性ライバー蛇道枢として活動するところから物語は始まる。
薫子の経営するVtuber事務所、【CRE8】のVtuberとして活動していた零だが、一期生たちが全員女性であったことから、CRE8は女性限定の箱だとファンから認知されており、「百合 (ジャンル)の間に挟まる男は死刑」、「自分の推しに近づくな」などとデビュー時点から不当な炎上をされてしまう。
そんななか、同期の女性ライバーである羊坂芽衣の中の人である入江アリスから、間近にせまる２期生コラボまでに自分の女性恐怖症を克服するためにまずは男性の零にコラボをしてほしいといわれ、零はコラボすることを決める。
しかし、羊坂芽衣のファンは彼女が蛇道枢と絡むことを好ましく思っておらず、ファン達の猛烈な反対によってコラボは延期となり、また、厄介ファンたちはこのまま蛇道を追放しようと勢いづいてしまう。そして羊坂芽衣のファンであったアルパ・マリがコラボを延々拒否されている状況にしびれを切らし、誤解からCRE８に関する間違った情報を告発として発信してしまう。
そしてそれを鵜呑みにしたファンたちによって芽衣の配信が荒らされてしまい、心労によってアリスは倒れてしまう。
それを偶然配信を見ていた零が発見し同じ社員寮に住んでいたことから部屋に駆け付けるもそれを見ていた視聴者たちにより羊坂芽衣と蛇道枢が同棲しているのだと誤解されさらに羊坂芽衣を巻き込んで炎上してしまう。
そしてそれを見て怒った零はアルパ・マリにより、公開処刑として提案された対談コラボを行い、その生配信中に現在受けている炎上は誤解からのものであり、羊坂芽衣が倒れたのは事務所からのパワハラでなく、炎上などにより、過去に受けたいじめのトラウマのフラッシュバックによるストレスであることを説明し、蛇道枢の受けていた炎上はいったんのおさまりを迎える。
その後、邪道枢としてのキャラクターや身を挺して追い詰められていた羊坂芽衣を助けたことなどが認められ、羊坂芽衣というともにそれぞれの夢を追いかける仲間を得たところで一部は終了となっている。

## 登場人物
阿久津 零（あくつ れい）
18歳、男性。本作の主人公。高校卒業後に通うはずだった大学を両親が勝手に辞退していたため進路を失い、家からも追い出されて路頭に迷う羽目になった。叔母の薫子に相談した結果、前々から零に目を付けていた彼女にスカウトされ、薫子が代表を務めるVtuber事務所【CRE8】所属のタレントとしてデビューすることとなる。
アニメ、漫画、ゲームなどサブカルチャー知識は人並み程度である。反射神経が良いのでそれなりにゲームは上手く、雑談に関する話術やコミュニケーション能力も持ち合わせている。また、掃除、洗濯、料理などの一通りの家事スキルは有している。反面、深めのオタク知識やインターネット及びVtuberに関する常識、PCの技術等は未熟である。
強固なメンタルと回復力を有しており、炎上によって叩かれたりしても凹みはするが、切り替えられる潔さを持っている。スルー技術が高いため、ある程度のことならば丁寧に受け流し、ノーダメージで切り抜けることもしばしば。ただ、ファンもタレントもキャラの濃い人物が揃うVtuber界隈では自身の常識が通じずに苦悩することもある。
Vtuberとしての目標、叶えたい夢は、『誰かの夢を応援すること』と『自分自身の存在を証明すること』。名前の由来はへびつかい座の由来である医神アスクレーピオス（あすく れー→あくつ れい→阿久津 零）
蛇道 枢（じゃどう くるる）
零のVtuberでの姿。配信のタグは「＃また炎上するかもしれない配信」、ファンアートの総称は「＃蛇道絵巻」、ファンネームはファンを個人で見たいという理由で設定していない。以上はすべて、炎上が収まってから決定した。
高校を卒業したばかりの18歳。『自分自身のやりたいことを探すためにVtuberになり、夢を探している真っ最中』という設定を持つ零の分身。容姿は短めの黒髪に赤いメッシュを加えた頭髪に、黒を基調としたシンプルなコーディネートの衣類という洒落っ気のないもの。零をモデルにしているため、顔立ちや体格は彼と似通っている。
【CRE8】では初の男性Vtuberであり、他12名が女性の中に1人だけ男性が登場したこともあって、箱推しのファンからは大きなブーイングを受けた。
名前の由来は蛇と蛇がとぐろを巻く擬音（くるくる）から。女性Vtuber事務所と思われている【CRE8】の概念を破壊し、王道ではなく邪道を行く者としてのダブルミーニングでもある。

入江 有栖（いりえ ありす）
18歳、女性。零の同僚にして同期。中学生と見間違うくらいに背が低い、弱気な性格をした少女。
通っていた私立の学校でのいじめから、中学生の頃に引き籠りになる。シングルマザーである母にはいじめの苦しみを理解してもらえず、毎日のように罵声と泣き言を言われる日々を送った。そんな日々から脱却し、強い自分になるために【CRE8】のオーディションに参加。過去に受けていた同性からのいじめのトラウマによって、女性恐怖症を患っており、一部の例外を除いて女性と顔を合わせることや会話が出来ない。
Vtuberとしての目標（叶えたい夢）は、『強い自分になること』。名前の由来はおひつじ座の英語名アリエスから（ありえす→ありす いりえ→入江 有栖）。
羊坂 芽衣（ひつじざか めい）
有栖のVtuberでの姿。配信のタグは「＃めいの生放送」、ファンアートの総称は「＃ひつじあーと」、ファンネームは「めいと」。
18歳。引き籠り生活のプロである女の子。『このままの生活を続けていては駄目だと一念発起し、まずは人とのコミュニケーション能力を身につけようと配信活動を始めた。』という設定を持つ、有栖の分身。容姿は金髪で小柄。
枢とのコンビ及びカップリングである『くるめい』は、一部からの熱狂的な支持を得ている様子。
名前の由来は羊とその鳴き声。

星野 薫子（ほしの かおるこ）
33歳、女性。Vtuber事務所【CRE8】の代表取締役社長にして、零の叔母。成長著しいバーチャル業界に目を付け、ブームの到来から間もなくして【CRE8】を発足。叶えたい夢とそのための情熱を持つ8名の人物をVtuberとしてデビューさせ、業界の第一線に飛び出した。
基本的に【CRE8】所属のVtuberのデザインは彼女ともう1人の人物が主軸となって行っている。
名前の由来は星と物語を作る者として平安時代の女性作家紫式部の本名、香子をもじったもの。
アルパ・マリ
年齢不詳の女性Vtuber。個人勢。配信のタグは「＃らまりなま」、ファンアートの総称は「＃アルパカアート」、R18ファンアートの総称は「＃エロパカアート」、ファンネームは「牧草農家」。
アルパカとラマを想起させる出で立ちとピンク色の髪が特徴的な容姿をしている。個人勢らしい酒を飲みながらの配信や発狂暴言ありのゲーム実況などで人気を博しており、過激な配信内容に眉をひそめる者もいるが、ファンからは人気を博していた。
名前の由来はアルパカとラマ。

## 用語
CRE8（くりえいと）
成長著しいVtuber業界に颯爽と登場した新規事務所。現在の所属タレント数は1期生8名＋2期生5名で13名。女12男1という極端な比率であり、全員が黄道十三星座をモチーフとしている。
零などのごく一部のメンバーを除き、所属タレントはオーディションで選ばれている。その際に重視されるのは叶えたい夢とそれを実現させるための情熱であり、その熱を社長である薫子が感じ取れた者だけが合格の座を掴み取れる。Vtuberたちも自身の持つ特技を存分に活かして多方面に活躍しており、各方面からの支持や人気も厚い。
名前の由来は何かを作る、創造するという意味のCREATEと、1期生の人数である8を加えたもの。

## 既刊一覧
- 烏丸英（著）・みこフライ（イラスト）『Vtuberってめんどくせえ！』KADOKAWA〈ファミ通文庫〉、既刊1巻
  1. 2022年3月30日発売[1]、ISBN 978-4-04-736935-1